# Ismaël Traoré
Ismaël Abdul Rahman Roch Traoré (Parigi, 18 agosto 1986) è un calciatore francese naturalizzato ivoriano, difensore del Metz e della nazionale ivoriana.

## Statistiche

### Presenze e reti nei club
Statistiche aggiornate al 14 ottobre 2023.
| Stagione        | Squadra         | Campionato      | Campionato | Campionato | Coppe nazionali | Coppe nazionali | Coppe nazionali | Coppe continentali | Coppe continentali | Coppe continentali | Altre coppe | Altre coppe | Altre coppe | Totale | Totale |
| Stagione        | Squadra         | Comp            | Pres       | Reti       | Comp            | Pres            | Reti            | Comp               | Pres               | Reti               | Comp        | Pres        | Reti        | Pres   | Reti   |
| --------------- | --------------- | --------------- | ---------- | ---------- | --------------- | --------------- | --------------- | ------------------ | ------------------ | ------------------ | ----------- | ----------- | ----------- | ------ | ------ |
| 2006-2007       | Sedan           | L1              | 0          | 0          | CF+CdL          | 0               | 0               | -                  | -                  | -                  | -           | -           | -           | 0      | 0      |
| 2007-2008       | Sedan           | L2              | 28         | 0          | CF+CdL          | 5+1             | 0               | -                  | -                  | -                  | -           | -           | -           | 34     | 0      |
| 2008-2009       | Sedan           | L2              | 24         | 1          | CF+CdL          | 3+1             | 0               | -                  | -                  | -                  | -           | -           | -           | 28     | 1      |
| 2009-2010       | Sedan           | L2              | 34         | 0          | CF+CdL          | 2+5             | 0               | -                  | -                  | -                  | -           | -           | -           | 41     | 0      |
| 2010-2011       | Sedan           | L2              | 34         | 0          | CF+CdL          | 1+1             | 0               | -                  | -                  | -                  | -           | -           | -           | 36     | 0      |
| 2011-2012       | Sedan           | L2              | 34         | 1          | CF+CdL          | 1+3             | 0               | -                  | -                  | -                  | -           | -           | -           | 38     | 1      |
| Totale Sedan    | Totale Sedan    | Totale Sedan    | 154        | 2          |                 | 23              | 0               |                    |                    |                    |             |             |             | 177    | 2      |
| 2012-2013       | Brest           | L1              | 17         | 0          | CF+CdL          | 1+1             | 0               | -                  | -                  | -                  | -           | -           | -           | 19     | 0      |
| 2013-2014       | Brest           | L2              | 30         | 0          | CF+CdL          | 1+1             | 0               | -                  | -                  | -                  | -           | -           | -           | 32     | 0      |
| 2014-2015       | Brest           | L2              | 36         | 1          | CF+CdL          | 3+0             | 0               | -                  | -                  | -                  | -           | -           | -           | 39     | 0      |
| Totale Brest    | Totale Brest    | Totale Brest    | 83         | 1          |                 | 7               | 0               |                    |                    |                    |             |             |             | 90     | 1      |
| 2015-2016       | Angers          | L1              | 34         | 1          | CF+CdL          | 2+0             | 1+0             | -                  | -                  | -                  | -           | -           | -           | 36     | 2      |
| 2016-2017       | Angers          | L1              | 32         | 1          | CF+CdL          | 3+0             | 0               | -                  | -                  | -                  | -           | -           | -           | 35     | 1      |
| 2017-2018       | Angers          | L1              | 32         | 3          | CF+CdL          | 0               | 0               | -                  | -                  | -                  | -           | -           | -           | 32     | 3      |
| 2018-2019       | Angers          | L1              | 30         | 3          | CF+CdL          | 1+0             | 0               | -                  | -                  | -                  | -           | -           | -           | 31     | 3      |
| 2019-2020       | Angers          | L1              | 23         | 0          | CF+CdL          | 0               | 0               | -                  | -                  | -                  | -           | -           | -           | 23     | 0      |
| 2020-2021       | Angers          | L1              | 34         | 3          | CF              | 0               | 0               | -                  | -                  | -                  | -           | -           | -           | 34     | 3      |
| 2021-2022       | Angers          | L1              | 37         | 4          | CF              | 0               | 0               | -                  | -                  | -                  | -           | -           | -           | 37     | 4      |
| Totale Angers   | Totale Angers   | Totale Angers   | 222        | 15         |                 | 6               | 1               |                    |                    |                    |             |             |             | 228    | 16     |
| 2022-2023       | Metz            | L2              | 30         | 0          | CF              | 3               | 0               | -                  | -                  | -                  | -           | -           | -           | 33     | 0      |
| 2023-2024       | Metz            | L1              | 4          | 0          |                 | -               | -               | -                  | -                  | -                  | -           | -           | -           | 4      | 0      |
| Totale Metz     | Totale Metz     | Totale Metz     | 34         | 0          |                 | 3               | 0               |                    |                    |                    |             |             |             | 37     | 0      |
| Totale carriera | Totale carriera | Totale carriera | 493        | 18         |                 | 39              | 1               |                    |                    |                    |             |             |             | 532    | 19     |

### Cronologia presenze e reti in nazionale
| Cronologia completa delle presenze e delle reti in nazionale ― Costa d'Avorio | Cronologia completa delle presenze e delle reti in nazionale ― Costa d'Avorio | Cronologia completa delle presenze e delle reti in nazionale ― Costa d'Avorio | Cronologia completa delle presenze e delle reti in nazionale ― Costa d'Avorio | Cronologia completa delle presenze e delle reti in nazionale ― Costa d'Avorio | Cronologia completa delle presenze e delle reti in nazionale ― Costa d'Avorio | Cronologia completa delle presenze e delle reti in nazionale ― Costa d'Avorio | Cronologia completa delle presenze e delle reti in nazionale ― Costa d'Avorio |
| Data                                                                          | Città                                                                         | In casa                                                                       | Risultato                                                                     | Ospiti                                                                        | Competizione                                                                  | Reti                                                                          | Note                                                                          |
| ----------------------------------------------------------------------------- | ----------------------------------------------------------------------------- | ----------------------------------------------------------------------------- | ----------------------------------------------------------------------------- | ----------------------------------------------------------------------------- | ----------------------------------------------------------------------------- | ----------------------------------------------------------------------------- | ----------------------------------------------------------------------------- |
| 14-11-2012                                                                    | Pasching                                                                      | Austria                                                                       | 0 – 3                                                                         | Costa d'Avorio                                                                | Amichevole                                                                    | -                                                                             | 46’                                                                           |
| 30-1-2013                                                                     | Rustenburg                                                                    | Algeria                                                                       | 2 – 2                                                                         | Costa d'Avorio                                                                | Coppa d'Africa 2013 - 1º turno                                                | -                                                                             |                                                                               |
| 4-6-2017                                                                      | Rotterdam                                                                     | Paesi Bassi                                                                   | 5 – 0                                                                         | Costa d'Avorio                                                                | Amichevole                                                                    | -                                                                             | 46’                                                                           |
| 23-3-2019                                                                     | Abidjan                                                                       | Costa d'Avorio                                                                | 3 – 0                                                                         | Ruanda                                                                        | Qual. Coppa d'Africa 2019                                                     | -                                                                             | 82’                                                                           |
| 26-3-2019                                                                     | Abidjan                                                                       | Costa d'Avorio                                                                | 1 – 0                                                                         | Libano                                                                        | Amichevole                                                                    | -                                                                             | 46’                                                                           |
| 7-6-2019                                                                      | Boulogne-sur-Mer                                                              | Costa d'Avorio                                                                | 3 – 1                                                                         | Comore                                                                        | Amichevole                                                                    | -                                                                             | 67’                                                                           |
| 15-6-2019                                                                     | Abu Dhabi                                                                     | Costa d'Avorio                                                                | 0 – 1                                                                         | Uganda                                                                        | Amichevole                                                                    | -                                                                             |                                                                               |
| 19-6-2019                                                                     | Abu Dhabi                                                                     | Costa d'Avorio                                                                | 4 – 1                                                                         | Zambia                                                                        | Amichevole                                                                    | -                                                                             | 64’                                                                           |
| 24-6-2019                                                                     | Il Cairo                                                                      | Costa d'Avorio                                                                | 1 – 0                                                                         | Sudafrica                                                                     | Coppa d'Africa 2019 - 1º turno                                                | -                                                                             |                                                                               |
| 28-6-2019                                                                     | Il Cairo                                                                      | Marocco                                                                       | 1 – 0                                                                         | Costa d'Avorio                                                                | Coppa d'Africa 2019 - 1º turno                                                | -                                                                             |                                                                               |
| 1-7-2019                                                                      | Il Cairo                                                                      | Namibia                                                                       | 1 – 4                                                                         | Costa d'Avorio                                                                | Coppa d'Africa 2019 - 1º turno                                                | -                                                                             |                                                                               |
| 8-7-2019                                                                      | Suez                                                                          | Mali                                                                          | 0 – 1                                                                         | Costa d'Avorio                                                                | Coppa d'Africa 2019 - Ottavi di finale                                        | -                                                                             |                                                                               |
| 8-7-2019                                                                      | Suez                                                                          | Costa d'Avorio                                                                | 1 – 1 dts (3 – 4 dtr)                                                         | Algeria                                                                       | Coppa d'Africa 2019 - Quarti di finale                                        | -                                                                             |                                                                               |
| 6-9-2019                                                                      | Caen                                                                          | Costa d'Avorio                                                                | 1 – 2                                                                         | Benin                                                                         | Amichevole                                                                    | -                                                                             |                                                                               |
| 6-9-2019                                                                      | Le Petit-Quevilly                                                             | Tunisia                                                                       | 1 – 2                                                                         | Costa d'Avorio                                                                | Amichevole                                                                    | -                                                                             | 46’                                                                           |
| 13-10-2019                                                                    | Amiens                                                                        | Costa d'Avorio                                                                | 3 – 1                                                                         | RD del Congo                                                                  | Amichevole                                                                    | -                                                                             |                                                                               |
| 16-11-2019                                                                    | Abidjan                                                                       | Costa d'Avorio                                                                | 1 – 0                                                                         | Niger                                                                         | Qual. Coppa d'Africa 2021                                                     | -                                                                             |                                                                               |
| 19-11-2019                                                                    | Bahir Dar                                                                     | Etiopia                                                                       | 2 – 1                                                                         | Costa d'Avorio                                                                | Qual. Coppa d'Africa 2021                                                     | -                                                                             | 31’                                                                           |
| 8-10-2020                                                                     | Bruxelles                                                                     | Belgio                                                                        | 1 – 1                                                                         | Costa d'Avorio                                                                | Amichevole                                                                    | -                                                                             |                                                                               |
| Totale                                                                        |                                                                               | Presenze                                                                      | 19                                                                            |                                                                               | Reti                                                                          | 0                                                                             |                                                                               |